# Dendroica

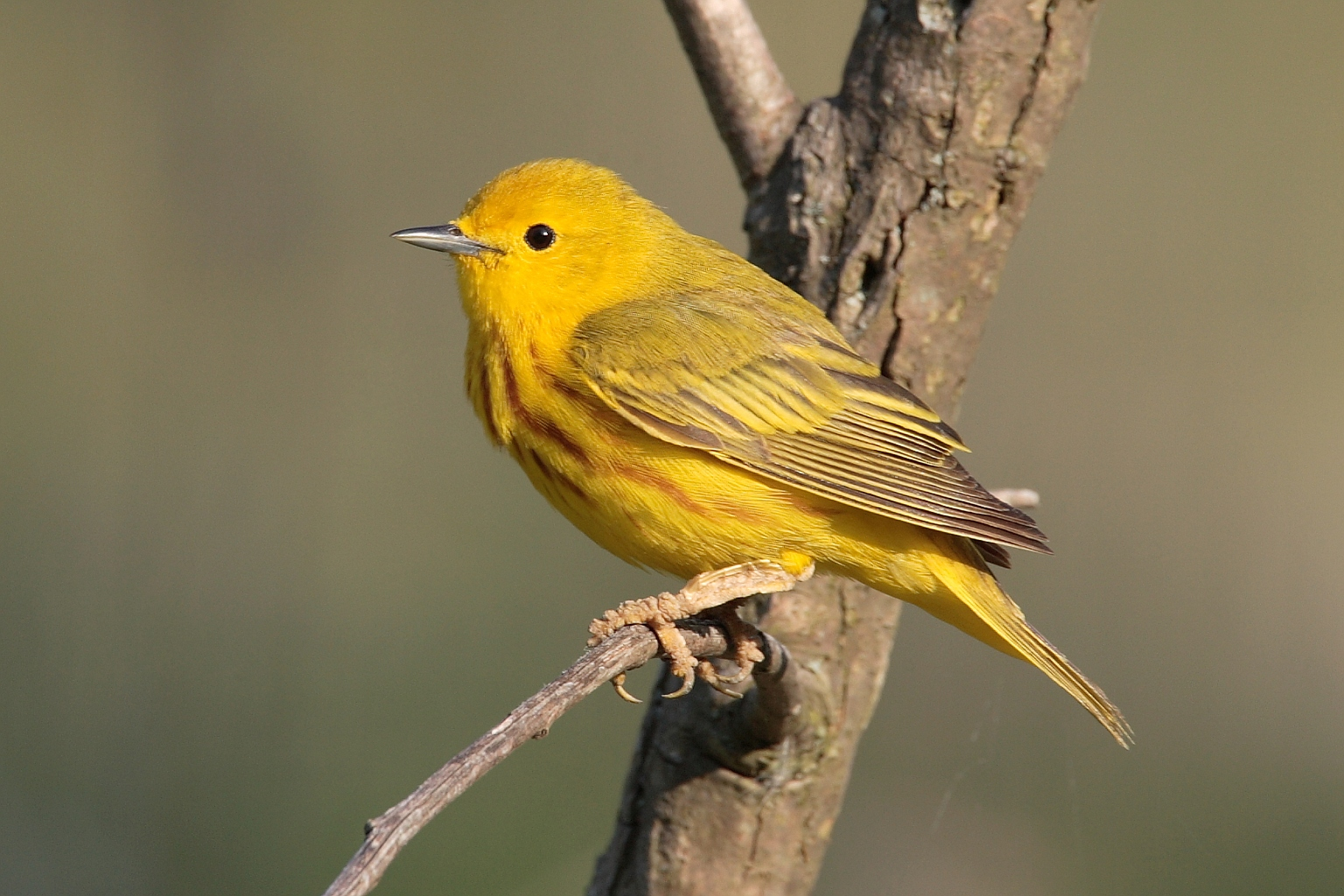
Dendroica aestiva

Dendroica is een voormalig geslacht van zangvogels uit de familie Amerikaanse zangers (Parulidae). Sinds 2011 zijn alle soorten uit dit geslacht ondergebracht in het geslacht Setophaga.